# Tour de Flandes 2013

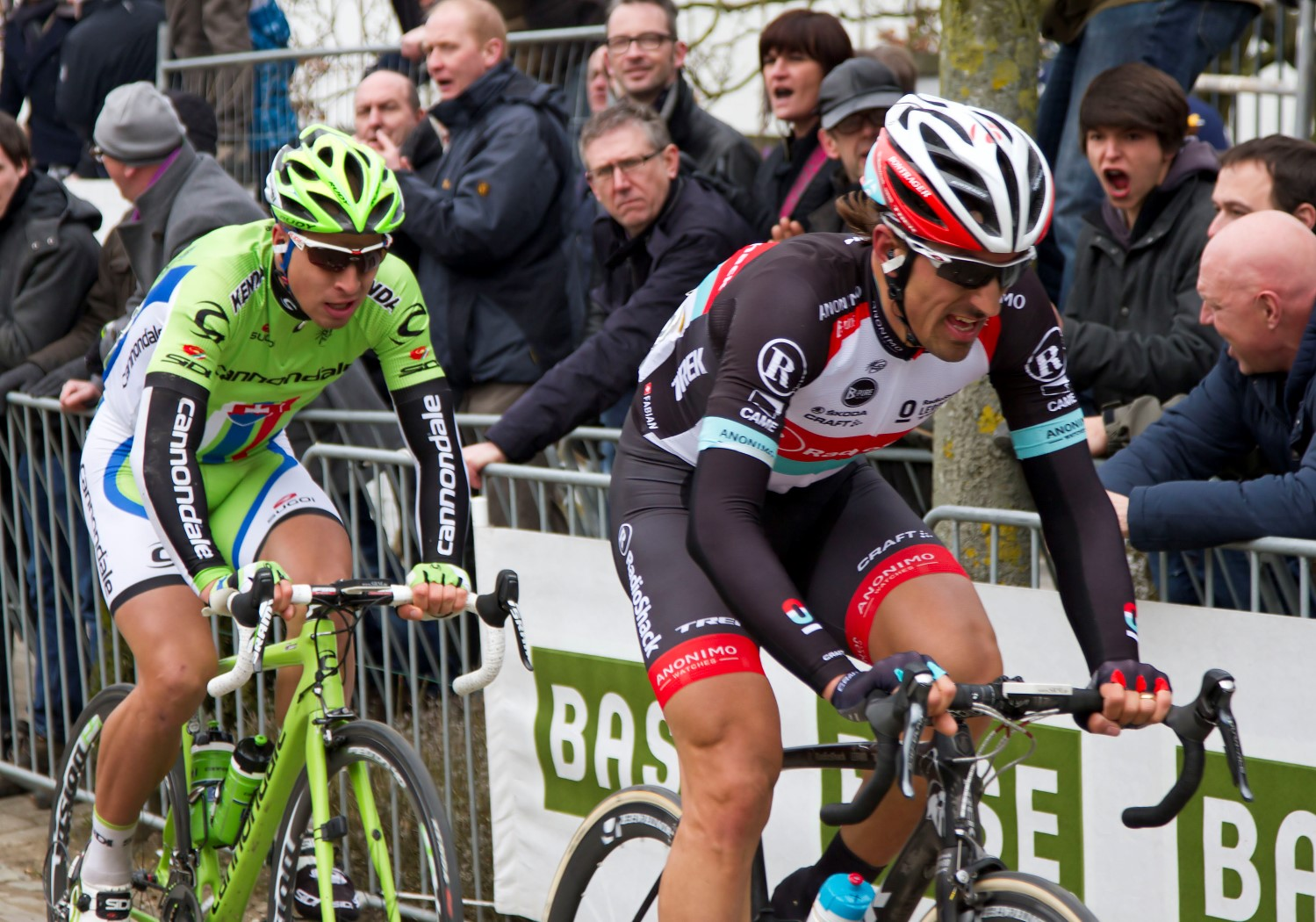
Imatge de Fabian Cancellara i Peter Sagan durant la cursa

El Tour de Flandes 2013 fou la 97a edició del Tour de Flandes. Es disputà el 31 de març de 2013 sobre un recorregut de 256,2 km entre Bruges i Oudenaarde, sent la vuitena prova de l'UCI World Tour 2013.
La cursa fou guanyada per segona vegada pel suís Fabian Cancellara (RadioShack-Leopard), després d'un atac en solitari durant l'ascensió a la darrer mur de la cursa, el Paterberg, quan sols quedaven 15 km per a l'arribada. La segona posició fou per a l'eslovac Peter Sagan (Cannondale) i la tercera per a Jürgen Roelandts (Lotto-Belisol), els quals arribaren quasi un minut i mig rere Cancellara.

## Presentació

### Recorregut
Com en l'edició precedent, la cursa surt de Bruges (Flandes Occidental) i acaba a Oudenaarde (Flandes Oriental), després de 256,2 km.

#### Sectors de pavé
Els ciclistes hauran de superar 7 sectors de pavé repartits entre 100 quilòmetres.
| Núm. | Nom              | Km    | Llargada | Km a meta |
| ---- | ---------------- | ----- | -------- | --------- |
| 1    | Holleweg         | 120,5 | 1.500    | 135,7     |
| 2    | Ruiterstraat     | 122   | 800      | 134,2     |
| 3    | Kerkgate         | 125,3 | 1.500    | 130,9     |
| 4    | Jagerij          | 128,5 | 800      | 127,7     |
| 5    | Paddestraat      | 139,1 | 2.300    | 117,1     |
| 6    | Mariaborrestraat | 196,2 | 2.000    | 60        |
| 7    | Donderij         | 199,4 | 800      | 56,8      |

#### Murs
17 murs són programats en aquesta edició, un més que el 2012, la major part d'ells coberts amb pavé. Les ascensions a Oude Kwaremont i Paterberg es pugen tres vegades: · 
| Núm. | Nom            | Km    | Ferm   | Llargada (m) | Pendent mitjana | Km a meta |
| ---- | -------------- | ----- | ------ | ------------ | --------------- | --------- |
| 1    | Tiegemberg     | 90,7  | asfalt | 750          | 5,6%            | 165,5     |
| 2    | Taaienberg     | 112,6 | pavé   | 530          | 6,6%            | 143,6     |
| 3    | Eikenberg      | 119   | pavé   | 1.300        | 6,2%            | 137,2     |
| 4    | Molenberg      | 134,2 | pavé   | 463          | 7%              | 122       |
| 5    | Rekelberg      | 148,7 | asfalt | 800          | 4%              | 107,5     |
| 6    | Berendries     | 154,1 | asfalt | 940          | 7%              | 102,1     |
| 7    | Valkenberg     | 159,5 | asfalt | 540          | 8,1%            | 96,7      |
| 8    | Oude Kwaremont | 182,2 | pavé   | 2.200        | 4%              | 74        |
| 9    | Paterberg      | 185,6 | pavé   | 360          | 12,9%           | 70,6      |
| 10   | Koppenberg     | 192,2 | pavé   | 600          | 11,6%           | 64        |
| 11   | Steenbeekdries | 197,6 | asfalt | 700          | 5,3%            | 58,6      |
| 12   | Kruisberg      | 209,4 | asfalt | 2.500        | 5%              | 46,8      |
| 13   | Oude Kwaremont | 219,3 | pavé   | 2.200        | 4%              | 36,9      |
| 14   | Paterberg      | 222,7 | pavé   | 360          | 12,9%           | 33,5      |
| 15   | Hoogberg       | 229,7 | asfalt | 3.000        | 3,5%            | 26,5      |
| 16   | Oude Kwaremont | 239,5 | pavé   | 2.200        | 4%              | 16,7      |
| 17   | Paterberg      | 242,9 | pavé   | 360          | 12,9%           | 13,3      |

### Equips
| Núm     | Codi | Equip                   |
| ------- | ---- | ----------------------- |
| 1-8     | OPQ  | Omega Pharma-Quick Step |
| 11-18   | ALM  | AG2R La Mondiale        |
| 21-28   | AST  | Astana Qazaqstan Team   |
| 31-38   | BLA  | Blanco Team             |
| 41-48   | BMC  | BMC Racing Team         |
| 51-58   | CAN  | Cannondale              |
| 61-68   | EUS  | Euskaltel–Euskadi       |
| 71-78   | FDJ  | FDJ                     |
| 81-88   | GRS  | Garmin-Sharp            |
| 91-98   | KAT  | Team Katusha            |
| 101-108 | LAM  | Lampre-Merida           |
| 111-118 | LTB  | Lotto-Belisol           |
| 121-128 | MOV  | Movistar Team           |

| Núm     | Codi | Equip                       |
| ------- | ---- | --------------------------- |
| 131-138 | OGE  | Orica-GreenEDGE             |
| 141-148 | RLT  | RadioShack-Leopard          |
| 151-158 | SKY  | Team Sky                    |
| 161-168 | ARG  | Argos-Shimano               |
| 171-178 | TST  | Team Saxo-Tinkoff           |
| 181-188 | VCD  | Vacansoleil-DCM             |
| 191-198 | AJW  | Accent Jobs-Wanty           |
| 201-208 | CRE  | Crelan-Euphony              |
| 211-218 | IAM  | IAM                         |
| 221-228 | EUC  | Team Europcar               |
| 231-238 | TNE  | NetApp-Endura               |
| 241-248 | TSV  | Topsport Vlaanderen-Baloise |
| 251-258 | VIN  | Vini Fantini-Selle Italia   |

## Classificació final
|    | Cilista                   | Equip              | Temps      | UCI World Tour Punts |
| -- | ------------------------- | ------------------ | ---------- | -------------------- |
| 1  | Fabian Cancellara (SUI)   | RadioShack-Leopard | 6h 06' 01" | 100                  |
| 2  | Peter Sagan (SVK)         | Cannondale         | + 1' 27"   | 80                   |
| 3  | Jürgen Roelandts (BEL)    | Lotto-Belisol      | + 1' 29"   | 70                   |
| 4  | Alexander Kristoff (NOR)  | Team Katusha       | + 1' 39"   | 60                   |
| 5  | Mathieu Ladagnous (FRA)   | FDJ                | + 1' 39"   | 50                   |
| 6  | Heinrich Haussler (AUS)   | IAM                | + 1' 39"   | –                    |
| 7  | Greg Van Avermaet (BEL)   | BMC Racing Team    | + 1' 39"   | 30                   |
| 8  | Sébastien Turgot (FRA)    | Team Europcar      | + 1' 39"   | –                    |
| 9  | John Degenkolb (GER)      | Argos-Shimano      | + 1' 39"   | 10                   |
| 10 | Sebastian Langeveld (NED) | Orica-GreenEDGE    | + 1' 39"   | 4                    |